# Orivesi (jezioro)
Orivesi – jezioro w południowo-wschodniej Finlandii, jest częścią systemu jezior Saimaa. Powierzchnia jeziora wynosi 601,30 km² i jest to siódme pod względem wielkości jezioro kraju.  Leży na terenie gmin Kitee, Rääkkylä, Liperi, Savonlinna i należy do zlewni rzeki Vuoksi. Główną miejscowością leżącą nad jeziorem jest Savonranta, od 2009 włączona do gminy Savonlinna.
Jego częścią jest owalne jezioro Paasselkä, pochodzenia meteorytowego.